# Phi Velorum
Désignations
Phi Velorum (φ Vel / φ Velorum) est une étoile de la constellation des Voiles. Elle porte également le nom traditionnel Tseen Ke du chinois 天紀 (mandarin tiānjì) « Liste d'étoiles » (litt. « Enregistrement du Ciel »).
Phi Velorum est une supergéante bleue-blanche de type B avec une magnitude apparente de +3,52. Elle est à environ 1930 années-lumière de la Terre.